# Juan Manuel Cuesta
Pour les articles homonymes, voir Cuesta (homonymie).
Juan Manuel Cuesta, né le 9 février 2002 à Medellín en Colombie, est un footballeur colombien qui évolue au poste de milieu offensif ou d'ailier à l'Universidad Central.

## Biographie

### En club
Né à Medellín en Colombie, Juan Manuel Cuesta est formé par le club de sa ville natale, l'Independiente Medellín. Il joue son premier match en professionnel le 10 mars 2019, face à l'Independiente Santa Fe. Il entre en jeu en cours de partie lors de cette rencontre remportée par son équipe sur le score de un but à zéro.
Le 5 février 2020, il joue son premier match de Copa Libertadores face au Deportivo Táchira. Ce jour-là, il inscrit également son premier but dans la compétition, participant ainsi à la victoire de son équipe (4-0).
Le 22 avril 2021, Juan Manuel Cuesta rejoint le SC International en prêt avec option d'achat.
En janvier 2025, Juan Manuel Cuesta rejoint le Venezuela en signant un contrat d'un an avec l'Universidad Central.

### En sélection
En mars 2019, Juan Manuel Cuesta est retenu avec l'équipe de Colombie des moins de 17 ans pour participer au championnat de la CONMEBOL des moins de 17 ans en 2019. Lors de cette compétition organisée au Pérou, il joue trois matchs et se fait remarquer en inscrivant un but face au Brésil (défaite 3-2 des Colombiens). Son équipe termine toutefois à la dernière place de son groupe.

### Style de jeu
Milieu offensif ou ailier pouvant jouer sur les deux côtés, Juan Manuel Cuesta se décrit lui-même comme un joueur rapide et doué dans le un contre un et les dribbles.